# Payam Kia
Payam Kia, född 23 augusti 1987 i Gottsunda församling i Uppsala, är en svensk dömd för grovt spioneri. Tillsammans med sin äldre bror Peyman Kia spionerade han på Sverige för Rysslands räkning.

## Biografi
Kia växte upp i en familj med iransk bakgrund i Uppsala och har studerat enstaka universitetskurser i engelska och religion och gått på college i Santa Barbara i USA. Han antogs till grundutbildningen som polis men avbröt utbildningen efter en termin med motiveringen att han skulle ta hand om sin sjuke far.
Payam Kia greps den 16 november 2021. I september samma år hade även hans äldre bror Peyman Kia gripits. Bröderna åtalades och dömdes för grovt spioneri i tingsrätten. Payam Kia dömdes i januari 2023 till drygt nio års fängelse och hans bror dömdes till livstid. Han överklagade domen till hovrätten men valde sedan att dra tillbaka sin överklagan. Kia förnekade hela tiden anklagelserna. Tingsrätten skrev i sin dom "Det är ställt utom rimligt tvivel att bröderna, gemensamt och i samråd, obehörigen och för att gå Ryssland och GRU tillhanda, anskaffat, befordrat och röjt uppgifter vars uppenbarande för främmande makt kan medföra men för Sveriges säkerhet".